# ザ・ヤング・アンド・ザ・レストレス
『ザ・ヤング・アンド・ザ・レストレス』（The Young and the Restless）は、米CBSで1973年3月26日から放送中の昼ドラマ。略称は『Y&R』。制作はソニー・ピクチャーズ テレビジョン。デイタイム・エミー賞では『ジェネラル・ホスピタル』の11度に次ぐ7度の作品賞を受賞している。

## 現在の主要出演者
- ジーン・クーパー
- ダグ・デービッドソン
- メロディー・トーマス・スコット
- エリック・ブリーデン
- ドン・ディアモント
- ケイト・ランデ
- ジェス・ウォールトン
- ピーター・バーグマン
- エイドリアン・フランツ

## 過去の出演者
- キャンディス・パットン
- マイケル・ダミアン
- シェマー・ムーア